# Asus Padfone
Asus Padfone je prvním pokusem o kombinaci mobilu, tabletu a notebooku. Asus ho představil začátkem února 2012. Zařízení se skládá ze tří částí. O každé části se dočtete v jednotlivých sekcích...

## Telefon
Základem této trojkombinace je výkonný telefon s 4,3" displejem o rozlišení 540x960 bodů a procesorem od firmy Qualcomm - Snapdragon S4 Dual-core o taktu 1.5 GHz. Uživatelská paměť v tomto telefonu je 16 GB a lze jí rozšířit o microSD kartu. RAM paměť činí 1024 MB. Telefon disponuje dnes již standardními funkcemi jako WiFi, Bluetooth nebo GPS. Nemá však NFC ani LTE. Baterie o kapacitě 1520 mAh zajišťuje až 10 hodin provozu při aktivním používání.

## Padfone Station
Nejpodstatnější součástí tohoto zařízení, která ho právě dělá originálním, je dokovací stanice v podobě tabletu. Na zádech tohoto "tabletu" se nachází kazeta, do které se vkládá telefon. Tablet ihned "ožije" a můžete ho používat. Důležité je zmínit, že kromě USB portů, web kamerky a baterie s kapacitou 6600 mAh tento dok nic neobsahuje, a tak je bez telefonu nefunkční. 10,1" displej na přední straně má HD rozlišení. Telefon a tablet se prodávají dohromady za přibližně 16000 Kč.

## Padfone Station Dock
K předchozím částem lze zvlášť za 3000 Kč koupit i klávesnici s touchpadem, další baterií a USB porty. Klávesy jsou rozloženy jako na jiných zahraničních externích klávesnicích (tzn. bez diakritiky).

## Padfone Stylus Headset
Poslední, ale podstatnou částí balení tohoto zařízení je stylus, pomocí kterého můžete pohodlněji pracovat na tabletu a díky zabudovaným tlačítkům, reproduktoru a mikrofonu s ním můžete i telefonovat.